# Canal d'Ahkiolahti
Le canal d'Ahkiolahti (finnois : Ahkiolahden kanava) est un canal situé à Maaninka dans la municipalité de Kuopio en Finlande,.

## Description
Construit en 1915, le canal de 400 mètres de long relie les lacs  Maaninkajärvi et Onkivesi. 
Il accepte les bateaux de dimensions (longueur 160 m; largeur 11,8 m; tirant d'eau 2,4 m; hauteur de mât de 12 m). 
Le canal fait partie de la voie navigable d'Iisalmi.